# Cantonul Salon-de-Provence
Cantonul Salon-de-Provence este un canton din arondismentul Aix-en-Provence, departamentul Bouches-du-Rhône, regiunea Provence-Alpes-Côte d'Azur, Franța.

## Comune
- Grans
- Salon-de-Provence (reședință)